# Ряпидь
Ряпидь (укр. Ряпідь) — село в Горинчовской сельской общине Хустского района Закарпатской области Украины. Расположено в 13 км от районного центра г. Хуст.
Население по переписи 2001 года составляло 292 человека. Почтовый индекс — 90426. Телефонный код — 3142. Код КОАТУУ — 2125380603.

## История
Первое упоминание о селе Ряпидь в исторических документах относится к 1465 г. На территории соседнего с. Ольховицы найден клад из 5 бронзовых мечей X—IX вв. до нашей эры.
После включения в состав УССР в 1946 было переименовано в Быстрицу, прежнее название возвращено после обретения независимости Украины.

## Известные уроженцы
- Туряница, Иван Иванович (1901—1955) — украинский советский политический, хозяйственный и общественный деятель, 1-й секретарь Закарпатского областного комитета КП(б) Украины (1946—1948), председатель Исполнительного комитета Закарпатского областного Совета (1946—1955).